# 密尔沃基
密爾瓦基（/mɪlˈwɔːki/ mil-WAH-kee），港譯米華基，是位于美國威斯康辛州密爾瓦基縣密西根湖畔的城市，是該州最大城市（但不是该州首府），密爾瓦基縣的縣府所在地，同時也是美國中西部第五大的城市。
2014年人口普查估計整個都會區人口為2,043,904，是中西部地區第四大人口稠密的都會區，僅次於芝加哥、明尼阿波利斯、聖保羅和底特律；而按其估計的2018年人口排名是美國第31大城市。2018年，密爾瓦基被《時尚》雜誌評為“中西部最酷的城市”。
最早經過密爾瓦基的歐洲人為法國天主教耶穌會傳教士以及皮草商人。1818年，法國裔的加拿大探險家所羅門·朱諾在該地區定居。1846年，朱諾的城鎮與兩個鄰近的城鎮合併，合併成為密爾瓦基市。1848年德國大革命後，大量德國人移民到此城市，隨後的幾十年中，波蘭人和其他東歐移民也來到了這裡。密爾瓦基以其釀造啤酒傳統而聞名，其始於移民過來的德國人。
從21世紀初期開始，這座城市經歷了1960年代以來最大的建築熱潮（construction boom）。在過去的二十年中，這座城市最大新建的主要建築有：密爾瓦基河濱步道、威斯康辛州中心、米勒棒球場、The Hop 街道公車系統、密爾瓦基美術館的擴建、密爾瓦基話劇劇院（Milwaukee Repertory Theater）和威斯康辛碼頭（Pier Wisconsin），以及威斯康星州密爾瓦基黑豹運動館（Milwaukee Panther Arena）的翻新工程。
第一服務廣場（NBA公鹿隊的球場）於2018年底開幕，並舉辦體育賽事和音樂會。夏季音樂節是世界上最大的音樂節，也是該市的重要經濟和文化景點，哈雷機車的總部與發源地也是在密爾瓦基。

## 历史

密爾瓦基於1898年的全景

### 地名來源
密爾瓦基（Milwaukee）這個地名是來自印第安阿爾貢金族人（Algonquian）的一個字「millioke」意思是「好而美麗宜人之地」或「在水邊的聚集地」。但這個字在梅米尼族印第安人（Menominee）語言中的含義是不太悅耳的，在該名稱中稱為 Māēnāēwah，指“發生了一些不幸”。

### 密爾瓦基的美國原住民
原住民文化在沿繞密西根湖上的地區發展了數千年。 密爾瓦基地區最早記錄的居民是歷史悠久的梅米尼族（Menominee）、福克斯（Fox）、馬斯庫滕（Mascouten）、索克（Sauk）、波塔瓦托米（Potawatomi）和奧吉布韋（Ojibwe）（以上均為印地安阿爾貢金族人），以及溫奧巴哥（Ho-Chunk，一個印第安蘇族人）的美國原住民部落。 這些人中有許多人在與歐洲接觸（European contact，歐洲人探索新世界；殖民各國的時期）之時搬到密爾瓦基地區，之前皆住在格林貝（Green Bay）附近。

### 歐洲人定居於密爾瓦基
在1833年美國政府與美國原住民的《芝加哥條約》簽訂之前，歐洲人已抵達密爾瓦基地區。法國傳教士和商人在17世紀和18世紀後期首次經過此地。1785年，來自 Michilimackinac（現位於密西根州）的亞歷克西斯·拉弗蘭布瓦茲（Alexis Laframboise）設立了貿易站；目前他被認為是密爾瓦基地區的歐洲血統的第一位居民。早期的探險家對密爾瓦基河及其周圍地區有不同的稱法：Melleorki、Milwacky、Mahn-a-waukie、Milwarck 和 Milwaucki，都是期望將印地安母語音譯成英文。多年以來，印刷記錄的名稱是「Milwaukie」。其中一個關於密爾瓦基名字起源的故事指，1800年代的一家報社將名字改為密爾瓦基，而密爾瓦基就一直被使用到今天。「Milwaukie」這拼寫用法仍繼續被使用在奧勒岡州的密爾瓦基市。
密爾瓦基有三個“興建元勳”（founding fathers）：所羅門·朱諾，拜倫·基爾伯恩和喬治·沃克。所羅門·朱諾（Solomon Juneau）是三人中第一個到達的，於1818年進入該地區。他建立了朱諾鎮（Juneautown）並開始吸引更多定居者。為了跟朱諾競爭，商人拜倫·基爾伯恩（Byron Kilbourn）在密爾瓦基河西側建立了基爾伯恩鎮（Kilbourntown）。他確保通往河的道路不會與東側匯合。這就是今天在密爾瓦基仍然存在的大量斜角橋的原因。此外，基爾伯恩還分發了許多地圖，但地圖上僅顯示基爾伯恩鎮來暗示朱諾鎮不受歡迎或沒有人住在河東側。第三位著名重要的開發商是喬治·沃克（George Walker）。他聲稱他擁有在密爾瓦基河以南的地，並在1834年在那邊建造了木屋。該地區不斷發展，並被稱為沃克角（Walker's Point）。
1835年在趕走部落之後，開始了第一批大規模定居浪潮，而成為密爾瓦基縣和密爾瓦基市。年初時朱諾和基爾本打算佈局競爭城鎮。到年底，兩家公司都從政府那裡購買了土地並進行首次出售。那年大約有100名來自新英格蘭和其他東邊州份的新移民。1835年9月17日，第一次選舉在密爾瓦基舉行。投票數為39。到1840年，這三個城鎮及競爭開始壯大。城鎮之間，主要是朱諾鎮和基爾伯恩鎮，發生了激烈的戰鬥，並在1845年的密爾瓦基大橋戰爭（Milwaukee Bridge War）中達到高潮。大橋戰爭之後，鎮長們正式的決定最好的行動應該是城鎮間的團結合一。因此，在1846年1月31日，他們合併並成為密爾沃基市，並選舉朱諾成為密爾瓦基的第一任市長。

#### 德國移民
1840年代和1850年代，大量移民（主要是德國人）進入威斯康辛州，密爾瓦基開始發展成為一個城市。有三波移民潮，而威斯康辛州從這三次移民潮中都吸收了大量的德國移民。1845年至1855年為第一波移民潮，主要由德國西南部的人所組成，1865年至1873年的第二波主要來自德國西北部，而1880年至1893年的第三波移民來自德國東北部。在1840年代，離開德語地區的人數為385,434，在1850年代達到976,072，在1880年代達到有史以來最高的140萬人移民。1890年，278萬第一代德裔美國人成為美國第二大外國出生群體。在1835年至1910年間所有離開德語地區的人中，有90％去了美國，其中大多數去了中大西洋地區（Mid-Atlantic states）和中西部地區（Midwest）。到1900年，34％密爾瓦基人口都是德國人。從普魯士來密爾瓦基的德國移民最多，其次是巴伐利亞（Bavaria）、薩克森（Saxony）、漢諾威（Hanover）和黑森-達姆施特（Hesse-Darmstadt）。密爾瓦基因為擁有大量德國移民還有移民在這裡建立的社群意識，而贏得了「美國最德國城市的名聲」（The most German of American cities）。
卡爾·舒爾茨是1848年最著名的“自由革命者”之一。他在1854年解釋了為什麼他來到密爾瓦基：「在其他德國革命者聚集的城市中都有類似的文化活動和社會活動。但據我所知，沒有一個地方能像在密爾瓦基當時被稱為的『美國的德國雅典』那樣迅速地影響到整個社會氣氛。」舒爾茨所指的是德國人在密爾瓦基所建立的各種俱樂部和社群。德國移民在美國安頓在彼此周圍，促進支持了德式生活方式與習俗的延續，這涵蓋生活各方面的德語組織，例如德語唱歌社團和體操俱樂部。
德國人也對美國的學校制度產生了持久的影響。幼兒園的創建是兒童的學前班，各樣體育課程以及音樂和藝術都被納入正規學校課程的一部分。這些想法原初都是由激進民主的德國團體提出的，例如社會主義特納學會，也是今天所熟知的美國特納（American Turners）。特別是在密爾瓦基，美國特納成立了自己的體育教師師範學院和德國英語學院。
到今天，德國文化仍然影響密爾瓦基。密爾瓦基每年7月都會舉辦德國音樂節，在10月有慕尼黑啤酒節（Oktoberfest）來慶祝其德國文化。在密爾瓦基有很多德國餐廳以及傳統的德國啤酒館。為K-5年級的兒童這邊也開設了很多德語學校。

#### 波蘭移民
儘管南北戰爭後德國人在密爾瓦基的勢力仍然很龐大，但其他團體也進入了這座城市。 其中最重要的是波蘭移民。波蘭人有許多離開家園的原因，主要是貧窮和政治壓迫。由於密爾瓦基為波蘭移民提供了大量低薪入門級工作，因此它成為美國最大的波蘭人定居點之一。
到1850年，密爾瓦基縣有75個波蘭人，美國人口普查顯示，他們有各式各樣的職業：雜貨店、鐵匠、酒館老闆、木桶匠，屠夫、掃帚工、製鞋匠、拖曳工人、工人和農民。密爾瓦沃基形成三個獨特的波蘭社區，其中大部分定居在格林菲爾德大街以南。密爾瓦基縣的波蘭人口在1890年達到30,000，到1915年增至100,000。波蘭人在歷史上具有很強的民族文化和社會認同感，並通過天主教得以維持。密爾瓦基南側天際線的景色充滿了這些波蘭移民建造的許多教堂的尖頂，這些教堂仍然是社區的重要中心。
對於許多居民來說，密爾瓦基的南側是波蘭社區的代名詞。 過去數十年這個群體一直是非常著名的，直到1950到1960年代，才比較多人家開始搬到到南部不同的郊區。
在密爾瓦基，聖斯坦尼斯瓦夫天主教堂（St. Stanislaus）和周邊社區是波蘭人生活的中心。隨著圍繞的波蘭社區的不斷擴長，米切爾街（Mitchell Street）也被稱為“波蘭大大道”（Polish Grand Avenue）。 隨著米切爾街變得越來越稠密，波蘭人開始向南遷移到林肯村（Lincoln Village）附近，那裡是聖約薩帕特大教堂（St. Josaphat）和科修斯科公園（Kosciuszko Park）的所在地。其他波蘭人社區也開始於密爾瓦基的東側。而瓊斯島（Jones Island）是主要的商業捕魚中心，主要由波羅的海周圍的波蘭人定居。
密爾瓦基市擁有在美國排名第五的波蘭人口（45,467），僅次於紐約（211,203）、芝加哥（165,784）、洛杉磯（60,316）和費城（52,648）。密爾瓦基市每年舉辦波蘭節日慶祝波蘭文化和美食。

#### 其他歐洲移民
除了德國人和波蘭人以外，密爾瓦基還從立陶宛，義大利，愛爾蘭，法國，俄羅斯，波西米亞和瑞典湧入了許多其他歐洲移民，當中有猶太人、路德教會和天主教徒。市中心的意大利裔美國人總數為16,992，但在整個密爾瓦基縣中有38,286人。該地區舉行了該地區最大的意大利裔美國人節日。到1910年，密爾沃基與紐約市的區別在於，在外國出生的外國居民比例最高。1910年，白人佔該市373,857為總人口的99.7％。密爾瓦基擁有強大的希臘東正教社群，其中許多人參加了密爾沃基西北側的希臘東正教教堂，其是由威斯康辛州出生的建築師弗蘭克·勞埃德·賴特（Frank Lloyd Wright）所設計的。密爾瓦基擁有大量的克羅地亞人口，擁有克羅地亞教堂和歷史悠久且成功的足球俱樂部克羅地亞老鷹隊。
在波斯尼亞和赫塞哥維納那戰爭後，20世紀後期也有大量的塞爾維亞人移入密爾瓦基，他們開塞式餐館、塞式 K-8 學校（幼稚園加小學）、塞式教堂以及美國塞式大廳。 密爾瓦基的美國塞式大廳以其周五的炸魚薯條（Friday fish fries）很受歡迎。 許多美國總統過去都參觀過密爾沃基的塞式大廳。

## 体育
- NBA 的密尔沃基公鹿（Milwaukee Bucks，2次NBA总冠军）
- MLB 的密尔沃基酿酒人（Milwaukee Brewers）

## 教育
- 威斯康辛大学密尔沃基分校
- 马凯特大学
- 密尔沃基工学院

## 地理
密爾沃基位於密西根湖沿岸，在三條河流的交匯處：梅諾莫尼河、金尼克尼河和密爾沃基河。
據美國人口普查局統計，該市總面積為96.80平方英里（250.71平方公里），其中陸地面積96.12平方英里（248.95平方公里），水域面積0.68平方英里（1.76平方公里）。

### 气候
密尔沃基属溫帶大陸性濕潤氣候，四季分明。冬季寒冷而漫长，潮湿，日照少，日最高气温低于或等于0 °C（32 °F）的平均日数为50天，日最低气温低于或等于−15 °C（5 °F）的平均日数为13天，−20 °C（−4 °F）以下的有3.0天；夏季相对炎热潮湿，日最高气温达30 °C（86 °F）的日数年均有23天，35 °C（95 °F）以上的有1.8天。最冷月（1月）均温−4.4 °C（24.0 °F），极端最低气温−32 °C（−26 °F）（1996年2月3日与1982年1月17日）。最热月（7月）均温22.9 °C（73.3 °F），极端最高气温41 °C（105 °F）（1934年7月24日）。无霜期平均为182天（4月22日至10月22日）；可测量降雪平均期为11月14日至4月11日。年均降水量约878（34.57英寸），年极端最少降水量为475（18.69英寸）（1901年），最多为1,279（50.36英寸）（1876年）。年均降雪量为124（48.7英寸）；1884–85年的降雪量最少，积累降雪量只有29（11.3英寸），1885–86年的降雪量最多，积累降雪量为279（109.8英寸）。
| 密尔沃基（米切尔将军国际机场），1991–2020年正常值，1871年至今极端数据 | 密尔沃基（米切尔将军国际机场），1991–2020年正常值，1871年至今极端数据 | 密尔沃基（米切尔将军国际机场），1991–2020年正常值，1871年至今极端数据 | 密尔沃基（米切尔将军国际机场），1991–2020年正常值，1871年至今极端数据 | 密尔沃基（米切尔将军国际机场），1991–2020年正常值，1871年至今极端数据 | 密尔沃基（米切尔将军国际机场），1991–2020年正常值，1871年至今极端数据 | 密尔沃基（米切尔将军国际机场），1991–2020年正常值，1871年至今极端数据 | 密尔沃基（米切尔将军国际机场），1991–2020年正常值，1871年至今极端数据 | 密尔沃基（米切尔将军国际机场），1991–2020年正常值，1871年至今极端数据 | 密尔沃基（米切尔将军国际机场），1991–2020年正常值，1871年至今极端数据 | 密尔沃基（米切尔将军国际机场），1991–2020年正常值，1871年至今极端数据 | 密尔沃基（米切尔将军国际机场），1991–2020年正常值，1871年至今极端数据 | 密尔沃基（米切尔将军国际机场），1991–2020年正常值，1871年至今极端数据 | 密尔沃基（米切尔将军国际机场），1991–2020年正常值，1871年至今极端数据 |
| 月份                                                                  | 1月                                                                   | 2月                                                                   | 3月                                                                   | 4月                                                                   | 5月                                                                   | 6月                                                                   | 7月                                                                   | 8月                                                                   | 9月                                                                   | 10月                                                                  | 11月                                                                  | 12月                                                                  | 全年                                                                  |
| --------------------------------------------------------------------- | --------------------------------------------------------------------- | --------------------------------------------------------------------- | --------------------------------------------------------------------- | --------------------------------------------------------------------- | --------------------------------------------------------------------- | --------------------------------------------------------------------- | --------------------------------------------------------------------- | --------------------------------------------------------------------- | --------------------------------------------------------------------- | --------------------------------------------------------------------- | --------------------------------------------------------------------- | --------------------------------------------------------------------- | --------------------------------------------------------------------- |
| 历史最高温 °C（°F）                                                   | 17 (63)                                                               | 23 (74)                                                               | 29 (84)                                                               | 33 (91)                                                               | 35 (95)                                                               | 40 (104)                                                              | 41 (105)                                                              | 39 (103)                                                              | 37 (99)                                                               | 32 (89)                                                               | 25 (77)                                                               | 20 (68)                                                               | 41 (105)                                                              |
| 平均最高温 °C（°F）                                                   | 10.3 (50.5)                                                           | 11.6 (52.8)                                                           | 19.5 (67.1)                                                           | 26.4 (79.5)                                                           | 29.9 (85.8)                                                           | 33.3 (92.0)                                                           | 34.1 (93.4)                                                           | 33.2 (91.7)                                                           | 31.2 (88.1)                                                           | 26.6 (79.9)                                                           | 18.6 (65.5)                                                           | 11.9 (53.4)                                                           | 35.0 (95.0)                                                           |
| 平均高温 °C（°F）                                                     | −0.6 (30.9)                                                           | 1.2 (34.2)                                                            | 6.8 (44.2)                                                            | 12.6 (54.7)                                                           | 19.2 (66.5)                                                           | 24.9 (76.8)                                                           | 27.7 (81.9)                                                           | 26.8 (80.3)                                                           | 23.1 (73.5)                                                           | 16.3 (61.3)                                                           | 8.8 (47.8)                                                            | 2.3 (36.1)                                                            | 14.1 (57.3)                                                           |
| 平均低温 °C（°F）                                                     | −8.2 (17.2)                                                           | −6.7 (20.0)                                                           | −1.8 (28.7)                                                           | 3.2 (37.8)                                                            | 8.8 (47.8)                                                            | 14.7 (58.4)                                                           | 18.2 (64.7)                                                           | 17.9 (64.2)                                                           | 13.6 (56.4)                                                           | 7.1 (44.7)                                                            | 0.6 (33.1)                                                            | −5.0 (23.0)                                                           | 5.2 (41.3)                                                            |
| 平均最低温 °C（°F）                                                   | −20.3 (−4.5)                                                          | −17.2 (1.0)                                                           | −11.9 (10.6)                                                          | −3.6 (25.6)                                                           | 2.4 (36.3)                                                            | 7.6 (45.7)                                                            | 12.6 (54.7)                                                           | 12.8 (55.0)                                                           | 5.7 (42.3)                                                            | −0.8 (30.6)                                                           | −7.8 (17.9)                                                           | −16.0 (3.2)                                                           | −22.2 (−7.9)                                                          |
| 历史最低温 °C（°F）                                                   | −32 (−26)                                                             | −32 (−26)                                                             | −23 (−10)                                                             | −11 (12)                                                              | −6 (21)                                                               | 1 (33)                                                                | 4 (40)                                                                | 6 (42)                                                                | −2 (28)                                                               | −9 (15)                                                               | −26 (−14)                                                             | −30 (−22)                                                             | −32 (−26)                                                             |
| 平均降水量 mm（）                                                     | 45 (1.79)                                                             | 43 (1.69)                                                             | 56 (2.20)                                                             | 98 (3.86)                                                             | 90 (3.54)                                                             | 111 (4.38)                                                            | 86 (3.40)                                                             | 93 (3.65)                                                             | 80 (3.16)                                                             | 71 (2.78)                                                             | 57 (2.24)                                                             | 48 (1.88)                                                             | 878 (34.57)                                                           |
| 平均降雪量 cm（）                                                     | 38 (14.9)                                                             | 30 (11.8)                                                             | 17 (6.7)                                                              | 5.3 (2.1)                                                             | 0.0 (0.0)                                                             | 0.0 (0.0)                                                             | 0.0 (0.0)                                                             | 0.0 (0.0)                                                             | 0.0 (0.0)                                                             | 0.76 (0.3)                                                            | 6.4 (2.5)                                                             | 26 (10.4)                                                             | 124 (48.7)                                                            |
| 平均降水天数（≥ 0.01 in）                                             | 11.4                                                                  | 10.0                                                                  | 10.7                                                                  | 12.2                                                                  | 11.7                                                                  | 11.1                                                                  | 9.5                                                                   | 9.5                                                                   | 8.6                                                                   | 10.3                                                                  | 10.2                                                                  | 10.3                                                                  | 125.5                                                                 |
| 平均降雪天数（≥ 0.1 in）                                              | 10.0                                                                  | 8.1                                                                   | 5.0                                                                   | 1.8                                                                   | 0.0                                                                   | 0.0                                                                   | 0.0                                                                   | 0.0                                                                   | 0.0                                                                   | 0.3                                                                   | 2.6                                                                   | 7.3                                                                   | 35.1                                                                  |
| 平均相對濕度（％）                                                    | 74                                                                    | 73                                                                    | 70                                                                    | 68                                                                    | 68                                                                    | 70                                                                    | 72                                                                    | 75                                                                    | 74                                                                    | 72                                                                    | 74                                                                    | 75                                                                    | 72                                                                    |
| 月均日照時數                                                          | 140.2                                                                 | 151.5                                                                 | 185.4                                                                 | 213.5                                                                 | 275.5                                                                 | 304.5                                                                 | 321.1                                                                 | 281.2                                                                 | 215.1                                                                 | 178.0                                                                 | 112.8                                                                 | 104.8                                                                 | 2,483.6                                                               |
| 可照百分比                                                            | 48                                                                    | 51                                                                    | 50                                                                    | 53                                                                    | 61                                                                    | 66                                                                    | 69                                                                    | 65                                                                    | 57                                                                    | 52                                                                    | 38                                                                    | 37                                                                    | 56                                                                    |
| 来源：NOAA/NWS（1981–2010年相对湿度；1961–1990年日照）                |                                                                       |                                                                       |                                                                       |                                                                       |                                                                       |                                                                       |                                                                       |                                                                       |                                                                       |                                                                       |                                                                       |                                                                       |                                                                       |

## 人口統計
在2002年，密爾瓦基都會區在《Jet Magazine》中被評為美國種族隔離最嚴重的地方。
這資訊來自1950年代中期發展並從1964年開始使用的隔離指數。根據人口統計學家 William H. Frey 的研究，使用相異指數法和2010年美國人口普查數據，在美國100大都市區中，密爾瓦基是黑白種族隔離最高的地方。這座城市仍試圖嘗試減輕種族之間的緊張局勢和種族隔離的速度。隨著白人搬離(white flight)而造成的人口變化，密爾瓦基的種族隔離目前主要集中在郊區，而不是市區。密爾瓦基在2015年被評為“對於非裔美國人最糟糕的城市”，根據就業和收入水平的種族差異。另外該市也擁有很高的黑人被監禁指數，和非常嚴重的教育成就差距。
2013年，《苗族研究雜誌》的編輯 Mark Pfeifer 表示，密爾瓦基的苗族最近搬到了密爾沃基的西北側。在歷史上，他們居住在密爾瓦基的北部和南部地區。苗族美國學院/國際學院是密爾沃基以苗族社區為中心的K-12學校系統，於2004年開始營業。

## 名人
- 杰克·基尔比：集成电路发明人之一，2000年诺贝尔物理学奖获得者
- 唐纳德·克努斯：计算机专家，《计算机程序设计艺术》作者
- 吉姆·洛弗尔：宇航员
- 赫伯特·西蒙：人工智能专家，1978年诺贝尔经济学奖获得者
- 莱斯·保罗：电吉他之父，美国音乐家及发明家
- 乔治·凯南：美国外交官、历史学家
- 傑佛瑞·丹墨：美国著名連環殺手

## 友好城市
| - 爱尔兰戈尔韦 - 法国米卢斯 - 古巴努埃维塔斯 - 俄罗斯鄂木斯克 - 坦桑尼亚莫罗戈罗 | - 意大利帕尔马 - 南非昆士敦 - 德国什未林 - 中华人民共和国宁波市 - 尼加拉瓜蒂庫安特佩 |